# 副業
副業（ふくぎょう、英: side business）とは、収入を得るために携わる本業以外の仕事を指す。兼業、サイドビジネス、ダブルワーク（Double work）ともよばれる。副業は就労形態によって、アルバイト（常用）、日雇い派遣、個人事業主、在宅ビジネス、内職などに分類される。所得は給与所得や雑所得などに分類される。

## 副業禁止の可否
日本では労働者が勤務時間外に行う副業は禁じられていない。
従来から日本の民間企業では就業規則で従業員の副業について規定しており、自由にしている事例や、許可制や届出制にしている事例もあるが、厳禁にしている事例も多い副業に厳しい姿勢を見せている会社でも、経営状態が悪化して賃金を引き下げざるをえないような時に、社員の収入低下の対応策として副業規制が緩和されることもある。
裁判所は1982年（昭和57年）の判決で、労働者の副業に関して「本業の遂行に支障が生じるような副業」について会社は制限してよく、会社の秩序を侵害したり対外的信用・体面を傷つける副業事故につながる副業も雇用主は制限してよいとしている。
労働法学者の大内伸哉は通常の労働時間外に「自宅で本を執筆する」「家業があって時々手伝う」「実家が兼業農家で繁盛期には手伝う」といった副業は、副業禁止として規制されるべきものではないとしている。
副業は「一つの会社でずっと働いているよりも視野をひろげることができる」「社員の能力開発につながり、会社の利益につながる」「ある程度の収入を得ることができる安定した副業を持っていることは失業に備えた保険になる」というメリットもある。
従前、厚生労働省が公表していた「モデル就業規則」では副業禁止規定の定めをおいていたが、世論の流れとともに政府は「副業を禁止する必要はない」という認識を持つようになり、2018年1月には厚生労働省の「モデル就業規則」から副業禁止規定が削除された。

## 副業と法制度

### 労働時間
労働基準法では時間外労働（残業）における割増賃金（通常の賃金の25％増し）を支払うにあたって、原則として時間的に後で労働者を雇った会社が割増賃金の支払い義務があるとされている。一方で健康保険や被用者年金などでは、労働時間を通算する規定はない。

### 労働保険
保険料の計算に用いる標準報酬は、複数の事業所において合算して計算される。
複数の社会保険適用事業所に雇用されるようになった場合は、被保険者が「健康保険・厚生年金保険　所属選択・二以上事業所勤務届」を提出する必要がある（健康保険法施行規則第1条）。
会社から副業先に向かう途中で事故に遭った場合の通勤災害として労災保険の適用について、2006年3月以前は「自宅と会社の往復にはあたらない」と扱われて適用されなかったが、2006年4月以降は「就業の場所から他の就業の場所への移動」も「通勤」に含まれるとして適用されるようになった。

## 公務員等における副業禁止規定

### 公務員
公務員については原則として副業が禁止されている。
- 国家公務員一般職（国家公務員法第103条）
- 地方公務員一般職（地方公務員法第38条）

また以下の特別職公務員についても原則として副業が禁止されている。
- 自衛隊員（自衛隊法第62条）
- 防衛省職員（防衛省設置法第39条）
- 外務職員（外務公務員法第3条）
- 国会職員（国会職員法第21条）
- 裁判所職員（裁判所職員臨時措置法）
- 特定独立行政法人役員（独立行政法人通則法第54条）
- 特定独立行政法人職員（独立行政法人通則法第59条）
- 特定地方独立行政法人役員（地方独立行政法人法第50条）
- 特定地方独立行政法人職員（地方独立行政法人法第53条）
- 裁判官（裁判所法第52条）
- 内閣危機管理監・内閣官房副長官補・内閣広報官・内閣情報官（内閣法第15条～第18条）
- 内閣総理大臣補佐官[注釈 1]（内閣法第19条）
- 大臣補佐官[注釈 1]（内閣府設置法第14条の2）
- 防衛大臣政策参与[注釈 1]（防衛省設置法第7条）
- 国会議員公設秘書（国会議員の秘書の給与等に関する法律第21条の2）
- 人事官（国家公務員法第6条・第103条）
- 人事委員会委員・公平委員会委員（地方公務員法第9条の2・第38条）
- 公正取引委員会委員長・公正取引委員会委員（私的独占の禁止及び公正取引の確保に関する法律第37条）
- 証券取引等監視委員会委員長・証券取引等監視委員会委員（金融庁設置法第16条）
- 中央労働委員会公益委員[注釈 1]（労働組合法第19条の6）
- 社会保険審査会委員長・社会保険審査会委員（社会保険審査官及び社会保険審査会法第29条）
- 中央更生保護審査会委員長・中央更生保護審査会委員[注釈 1]（更生保護法第8条）
- 労働保険審査会委員[注釈 1]（労働保険審査官及び労働保険審査会法第35条）
- 原子力委員会委員長・原子力委員会委員[注釈 1]（原子力委員会設置法第11条）
- 原子力規制委員会委員長・原子力規制委員会委員（原子力規制委員会設置法第11条）
- 地方財政審議会委員（総務省設置法第15条）
- 土地鑑定委員会委員[注釈 1]（地価公示法第18条）
- 公害等調整委員会委員長・公害等調整委員会委員[注釈 1]（公害等調整委員会設置法第11条）
- 公害健康被害補償不服審査会委員[注釈 1]（公害健康被害の補償等に関する法律第123条）
- 食品安全委員会委員[注釈 1]（食品安全基本法第32条）
- 運輸安全委員会委員長・運輸安全委員会委員[注釈 1]（運輸安全委員会設置法第12条）
- 運輸審議会委員[注釈 1]（国土交通省設置法第21条）
- 電気通信紛争処理委員会委員[注釈 1]（電気通信事業法第150条）
- 国家公務員倫理審査会会長[注釈 1]・国家公務員倫理審査会委員[注釈 1]（国家公務員倫理法第18条）
- 情報公開・個人情報保護審査会委員[注釈 1]（情報公開・個人情報保護審査会設置法第4条）
- 公認会計士・監査審査会会長、公認会計士・監査審査会委員[注釈 1]（公認会計士法第37条の6）
- 総合科学技術会議議員[注釈 2]（内閣府設置法第33条）

上記の公務員は許可なく営利を目的とする私企業を営んだり、その企業で地位を得たり、あるいは報酬（収入）が発生するいかなる事務にも従事してはならないと規定されている。許可の主体は国家公務員の場合は人事院又は任命権者、地方公務員の場合は人事委員会又は任命権者、裁判官の場合は最高裁判所、国会議員公設秘書の場合は国会議員である。また、公務員の副業は、職務遂行上で得た秘密の保持（守秘義務）、信用失墜行為の禁止などの面からも制限されることになる。
国会議員、地方議員については、副業禁止規定はない。
検査官、収用委員会委員、内閣法制局長官、宮内庁長官、内閣総理大臣秘書官、国務大臣秘書官、人事院総裁秘書官、会計検査院長秘書官、内閣法制局長官秘書官、宮内庁長官秘書官、侍従長、東宮大夫、式部官長、侍従次長、宮務主管、皇室医務主管、侍従、女官長、女官、侍医長、侍医、東宮侍従長、東宮侍従、東宮女官長、東宮女官、東宮侍医長、東宮侍医、宮務官、侍女長については法律で副業を直接禁止する規定はない。ただし、職務専念義務に違反する場合には免職を含めた処分が下される可能性がある。
また、内閣総理大臣、国務大臣、副大臣、大臣政務官、内閣官房副長官については法律で副業を直接禁止する規定はないが、国務大臣、副大臣及び大臣政務官規範で原則として副業が禁止されている。

### 公務員以外
公務員以外でも一部の役職や職員については原則として副業が禁止されている。
- 日本銀行総裁・日本銀行副総裁・日本銀行審査委員・日本銀行理事・日本銀行職員（日本銀行法第26条・第32条）
- 危険物保安技術協会役員（消防法第16条の29）
- 小型船舶検査機構役員（船舶安全法第25条の21）
- 高圧ガス保安協会役員（高圧ガス保安法第59条の18）
- 軽自動車検査協会役員（道路運送車両法第76条の21）
- 日本中央競馬会役員（日本中央競馬会法第14条）
- 国家公務員共済組合連合会役員（国家公務員共済組合法第33条）
- 日本電気計器検定所役員（日本電気計器検定所法第16条）
- 日本下水道事業団役員（日本下水道事業団法第19条）
- 沖縄振興開発金融公庫役員（沖縄振興開発金融公庫法第13条）
- 農水産業協同組合貯金保険機構役員（農水産業協同組合貯金保険法第30条）
- 自動車安全運転センター役員（自動車安全運転センター法第22条）
- 原子力発電環境整備機構役員（特定放射性廃棄物の最終処分に関する法律第50条）
- 地方公共団体金融機構役員（地方公共団体金融機構法第23条）
- 日本年金機構役員[注釈 1]（日本年金機構法第24条）
- 全国健康保険協会役員[注釈 1]（健康保険法第7条の15）
- 日本私立学校振興・共済事業団役員[注釈 1]（日本私立学校振興・共済事業団法第16条）
- 原子力損害賠償支援機構役員[注釈 1]（原子力損害賠償支援機構法第29条）
- 日本政策金融公庫取締役[注釈 1]・日本政策金融公庫執行役[注釈 1]・日本政策金融公庫監査役[注釈 1]（株式会社日本政策金融公庫法第8条）
- 国際協力銀行取締役[注釈 1]・国際協力銀行執行役[注釈 1]・国際協力銀行監査役[注釈 1]（株式会社国際協力銀行法第8条）
- 商工組合中央金庫常務従事取締役（株式会社商工組合中央金庫法第20条）
- 預金保険機構理事長・預金保険機構理事（預金保険法第30条）
- 農林中央金庫理事・農林中央金庫監事[注釈 1]（農林中央金庫法第24条の5）
- 郵便認証司（郵便法第63条）

上記の役職員は許可なく営利を目的とする私企業を営んだり、その企業で地位を得たり、あるいは報酬（収入）が発生するいかなる事務にも従事してはならないと規定されている。許可の主体は所管の国務大臣である。また、上記の役職員の副業内容は、職務遂行上で得た秘密の保持（守秘義務）、信用失墜行為の禁止などの面からも制限される場合もある。

### 例外
国家公務員法第104条により、事前に申告し許可された場合に兼業が認められるが、無報酬であっても物品の貸与や接待などが報酬として問題視された例もある。

#### 営利性の乏しい活動
禁止されている「営利目的の企業」に該当しないとして、許可を要さず副業が認められているもの。ただし、実際の営利性の判断は、個々の状況により異なってくる可能性がある。
- 小規模な農林水産業
- 一定規模以下の不動産賃貸業
- 寺院の住職等、非営利の宗教活動による布施その他の名目による収入
- 農業協同組合・消費生活協同組合等の非営利目的団体で、無報酬の役員に就く場合
- 預金利子・積立保険・株式・投資信託・FX取引など、貯蓄・資産運用に属する性質のものからの収入

#### 研究・学術活動
- 無報酬であれば大学の客員教授や講師などに就任することが可能である[10]。
- 矯正医官など公務員医師が外部の医療機関で兼業したり、研究のため大学で活動するなど、研究機関や大学との兼業は概ね許可されている[15]。
- 教科書や学術書の他、自身の研究成果やノウハウを一般向けに解説したり、教育を啓蒙する書籍の刊行は許可されている[16][17]。
- 司法修習生は国家公務員に準じた地位を有しており修習専念義務を負うが、法科大学院や予備校の講師などは許可を受ければ可能である[18]。

#### 公益性の高い活動
- たかまつななは学校などで政治や持続可能な開発目標の教育を行う会社の取締役だったが、NHK入局後は無報酬とすることで副業が許可された[19]。

#### 文筆活動
小説や詩などの文芸作品を発表し対価を得る行為は許可を得れば問題ないとされており、公務員を兼業する作家が存在する。大蔵省へ入省する前から作家として活動していた三島由紀夫はスピーチライターも任された。
戦前にも農商務省の研究所に在籍していた甲賀三郎と大下宇陀児が推理小説を雑誌に発表している。
営利目的かの判断に統一見解は無く、自衛官時代にデビューし区役所職員に転職した砂川文次、司法修習生時代にデビューした五十嵐律人、公立小学校教師のはやみねかおる、名古屋大学の助教授だった森博嗣、国立国会図書館の職員だった阿刀田高と森見登美彦などがいる。
一方で、漫画同人誌の執筆により7年間で175万円の利益を得た公立校の教員や、病気療養中に小説を執筆し約3年間で320万円の報酬を得た平塚市の職員が、許可を得なかったことを理由に処分が下された事例がある。

#### スポーツ
スポーツ選手を兼業する公務員が大会の優勝賞金を得ることもある。
川内優輝は実業団に所属せず埼玉県庁の職員として勤務しながら大会に参加していたことから「公務員ランナー」と呼ばれた。県ではPRを兼ねて県庁のマラソン愛好会を陸連登録したり県民向けのイベントを担当させるなど便宜を図っていた。